# Orchestre de chambre de Paris
 (février 2014).
Si vous disposez d'ouvrages ou d'articles de référence ou si vous connaissez des sites web de qualité traitant du thème abordé ici, merci de compléter l'article en donnant les références utiles à sa vérifiabilité et en les liant à la section « Notes et références ».
L'Orchestre de chambre de Paris, anciennement Ensemble orchestral de Paris, est un orchestre de chambre français créé en 1978.

## Historique
Créé en 1978, l’Orchestre de chambre de Paris est composé de 43 musiciens permanents. 
Plus de quarante ans après sa création par Jean-Pierre Wallez et Marcel Landowski, l’Orchestre de chambre de Paris est considéré comme un orchestre de chambre de référence en Europe. Profondément renouvelé au cours de ces dernières années, il intègre aujourd’hui une nouvelle génération de musiciens français devenant ainsi un des orchestres permanents le plus jeune de France et le premier orchestre français réellement paritaire. 
L’orchestre rayonne sur le Grand Paris avec des concerts à la Philharmonie de Paris dont il est résident, au Théâtre des Champs-Élysées, au Théâtre du Châtelet, mais également dans des salles au plus près des publics de la métropole, comme l’Opéra Comique, le Bataclan, le Théâtre 13 ou encore la Salle Cortot, tout en développant de nombreuses tournées internationales. 
Acteur musical engagé dans la cité, il développe une démarche citoyenne s’adressant à tous les publics, y compris ceux en situation de précarité́ ou d’exclusion. Les récentes créations musicales conçues avec des bénéficiaires de centres d’hébergement d’urgence de Paris ou des personnes détenues du centre pénitentiaire de Meaux-Chauconin en sont de brillantes illustrations. 
Dans les camps de réfugiés de Jénine, Deir Ghassaneh, Kalandia et Jalazone, en Cisjordanie mais aussi de Chatila et de Bourj el-Barajneh à Beyrouth, l'école de musique de l'association Al Kamandjâti, fondée à Angers en 2002 et installée à Ramallah en 2008 par Ramzi Aburedwan, forme des apprentis interprètes. Plus de 150 élèves s'inscrivent chaque année aux cours de théorie de la musique et d’apprentissage d'un ou plusieurs instruments. L'association fournit instruments, pupitres et partitions. Les cours sont assurés par des musiciens étrangers comme ceux de l'Orchestre arabo-andalou d'Anjou, de l'Orchestre de chambre de Paris ou comme le chef Diego Masson qui encadrent les jeunes bénévolement. Des concerts sont organisés en Cisjordanie mais parfois aussi en Israël, souvent annulés en raison des conflits,.
En 2018, il est labellisé Orchestre national en région.
Après un travail remarquable mené pendant cinq ans avec Douglas Boyd, l’Orchestre de chambre de Paris renforce de 2020 à 2022 sa démarche artistique originale et son positionnement résolument chambriste avec la direction musicale de Lars Vogt. Au cours de la saison 2021/2022, l’orchestre s’entoure d’une équipe artistique composée du violoncelliste Alban Gerhardt et de la violoniste et cheffe d’orchestre Antje Weithaas, artistes associés, et de Clara Olivares, compositrice. Il collabore notamment avec les chefs Douglas Boyd, Javier Perianes, les solistes Martin Helmchen, Marie-Ange Nguci, Danae Dörken, Shani Diluka, Emmanuel Pahud, François-Frédéric Guy, des grandes voix comme Patricia Petitbon, Ian Bostridge et met en avant le joué-dirigé avec Mario Häring ou encore Tony Yun. 
En janvier 2024, Thomas Hengelbrock est nommé directeur musical de la formation à compter de septembre 2024.

## Collaborations
L’Orchestre de chambre de Paris collabore avec les plus grands interprètes : Fazil Say, Gautier Capuçon, Carolyn Sampson, Julia Lezhneva, Jean- Guihen Queyras, Daniel Hope, Natalie Dessay, Francois Leleux, Jean-Pierre Wallez, Armin Jordan, Jean-Jacques Kantorow, John Nelson, Joseph Swensen, Thomas Zehetmair pour n’en citer que quelques-uns.

## Répertoire
Au cours des dix dernières années, l’Orchestre de chambre de Paris s’est distingué par plus d’une vingtaine d’enregistrements mettant en valeur les répertoires vocal, d’oratorio, d’orchestre de chambre et de musique d’aujourd’hui. En témoignent notamment les DVD de la Messe en si ou de la Passion selon saint Matthieu de Bach à la cathédrale Notre-Dame de Paris ou à la basilique de Saint-Denis et de l’intégrale des concertos pour piano de Beethoven avec François-René Duchable à l’Opéra royal de Versailles ; les CD de l’intégrale des symphonies de Beethoven dirigées par John Nelson, les concertos de Camille Saint-Saëns avec Brigitte Engerer et Henri Demarquette, les concertos pour piano de Chopin avec Boris Berezovsky, Christus et Cantates chorales de Mendelssohn avec le chœur accentus et Laurence Equilbey, des enregistrements autour d’œuvres de Saint-Saëns et Fauré avec Thomas Zehetmair et Deborah Nemtanu, de Debussy et Ravel avec Thomas Zehetmair, de Kreisler, Paganini et Ysaÿe avec Laurent Korcia.
Derniers parus, le livre-CD « La Fille de Madame Angot » de Charles Lecocq avec le Choeur du Concert Spirituel, « The Proust Album » avec la pianiste Shani Diluka autour de l'environnement musical de Marcel Proust et un CD avec le flûtiste Emmanuel Pahud « Mozart & Flute in Paris ».

## Direction musicale
- Jean-Pierre Wallez (1978-1986)
- Armin Jordan (1986-1992)
- Jean-Jacques Kantorow (1994-1998)
- John Nelson (1998-2009)
- Joseph Swensen (2009-2012)
- Thomas Zehetmair (2012-2014)
- Douglas Boyd (2015-2020)
- Lars Vogt (2020-2022)
- Thomas Hengelbrock (à partir de 2024[5])

## Soutiens
L’Orchestre de chambre de Paris reçoit les soutiens de :
- la Ville de Paris
- la DRAC Île-de-France – ministère de la Culture et de la Communication
- les entreprises partenaires
- accompagnato, le cercle des donateurs de l'Orchestre de chambre de Paris
- la Sacem

## Discographie sélective
- Camille Saint-Saëns, Concertos pour piano et orchestre n°2 et n°5, Brigitte Engerer, piano - Ensemble orchestral de Paris, conducted by Andrea Quin. CD Mirare 2008
- Thierry Pécou, L'Oiseau innumérable,  Ensemble orchestral de Paris, piano: Alexandre Tharaud, Harmonia Mundi n° HMC 801974, 2008